# Lauri Lassila
Lauri Janne Juhani Lassila (ur. 12 października 1976 w Helsinkach) – fiński narciarz, specjalista narciarstwa dowolnego. Jego największym sukcesem jest srebrny medal w jeździe po muldach wywalczony podczas mistrzostw świata w Meiringen. Na tych samych mistrzostwach wywalczył brązowy medal w jeździe po muldach podwójnych. Jego najlepszym wynikiem olimpijskim jest 5. miejsce w jeździe po muldach na igrzyskach w Nagano.
Najlepsze wyniki w Pucharze Świata osiągnął w sezonie 1998/1999, kiedy to zajął 5. miejsce w klasyfikacji generalnej, a w klasyfikacji jazdy po muldach był drugi. W sezonach 1997/1998 oraz 1999/2000 był trzeci w klasyfikacji jazdy po muldach.
W 2005 r. zakończył karierę. Od 2007 r. jego żoną jest australijska narciarka dowolna Lydia Lassila.

## Osiągnięcia

### Igrzyska olimpijskie
| Miejsce | Dzień     | Rok  | Miejscowość | Konkurencja      | Zwycięzca     |
| ------- | --------- | ---- | ----------- | ---------------- | ------------- |
| 5.      | 11 lutego | 1998 | Nagano      | Jazda po muldach | Jonny Moseley |

### Mistrzostwa świata
| Miejsce | Dzień       | Rok  | Miejscowość | Konkurencja                 | Zwycięzca         |
| ------- | ----------- | ---- | ----------- | --------------------------- | ----------------- |
| 20.     | 18 lutego   | 1995 | La Clusaz   | Edgar Grospiron             |                   |
| 19.     | 8 lutego    | 1997 | Iizuna      | Jazda po muldach            | Jean-Luc Brassard |
| 2.      | 10 marca    | 1999 | Meiringen   | Jazda po muldach            | Janne Lahtela     |
| 3.      | 14 marca    | 1999 | Meiringen   | Jazda po muldach podwójnych | Johann Grégoire   |
| 8.      | 31 stycznia | 2003 | Deer Valley | Jazda po muldach            | Mikko Ronkainen   |
| 9.      | 1 lutego    | 2003 | Deer Valley | Jazda po muldach podwójnych | Jeremy Bloom      |
| 21.     | 19 marca    | 2005 | Ruka        | Jazda po muldach            | Nathan Roberts    |
| 9.      | 20 marca    | 2005 | Ruka        | Jazda po muldach podwójnych | Toby Dawson       |

### Puchar Świata

#### Miejsca w klasyfikacji generalnej
- sezon 1994/1995: 68.
- sezon 1995/1996: 68.
- sezon 1996/1997: 51.
- sezon 1997/1998: 15.
- sezon 1998/1999: 5.
- sezon 1999/2000: 7.
- sezon 2001/2002: 47.
- sezon 2002/2003: 48.
- sezon 2003/2004: 86.
- sezon 2004/2005: 62.

#### Miejsca na podium
1. La Plagne – 20 grudnia 1997 (Jazda po muldach) – 3. miejsce
2. Whistler Blackcomb – 24 stycznia 1998 (Jazda po muldach) – 2. miejsce
3. Breckenridge – 30 stycznia 1998 (Jazda po muldach) – 3. miejsce
4. Mont Tremblant – 9 stycznia 1999 (Jazda po muldach) – 2. miejsce
5. Heavenly Valley – 22 stycznia 2000 (Jazda po muldach) – 2. miejsce